# Окислително фосфорилиране
Окислителното фосфорилиране е процес, в който енергията, отделяща се при окислението в дихателната верига, се използва за фосфорилиране на АДФ до АТФ. Така клетката временно съхранява енергия във форма, удобна за използване.

## Същност на процеса
При движението на електроните по дихателната верига се освобождава енергия – АТФ. Тя се отделя на порции, разпределена по съответните звена (стъпала) на веригата. Така енергията може да се използва рационално и по предназначение от организма.
Образуването на АТФ е свързано с фосфорилиране на АДФ, като енергията за тази реакция е резултат от окислителните реакции в дихателната верига.
Основна част от енергията, която използват клетките на аеробни организми, се освобождава в митохондриите в резултат на пренасянето на електрони от НАД.Н2 до крайния окислител – кислорода. Особената организация на електронтранспортната верига - редица от окислително-редукционни преносители, позволява отделяне на енергията на малки порции. Така тя може да бъде уловена, преобразувана и временно съхранена в макроергичните връзки на АТФ.
Натрупването на енергия в макроергично съединение (АТФ) може да бъде представено чрез уравнението:
АДФ + Фн + енергия ⇌ АТФ
Оттук се вижда, че синтезът на АТФ включва реакцията на фосфорилиране на АДФ (свързване на АДФ с неорганичен фосфат). Енергията, необходима за това фосфорилиране, се отделя в окислителните реакции, протичащи в дихателната верига на митохондриите. Това е причината процесът да се нарича окислително фосфорилиране.

## Механизъм на окислителното фосфорилиране
Окислителното фосфорилиране се осъществява във вътрешната митохондриална мембрана на митохондриите. Движещата сила и енергия за процеса осигурява движението на електронния поток в дихателните вериги.
Протоните, които се намират в матрикса преминават в междумембранното пространство. То се изпълва с протони,  защото вътрешната мембрана не е пропусклива за тях. Така междумембранното пространство се зарежда (+). Отрицателните електрони определят (–) заряд на мембраната към матрикса. Създава се разлика между заряда от двете страни  на  вътрешната митохондриална мембрана – електричен потенциал, притежаващ значителна енергия. Така енергията от пренасянето на електрони се превръща в енергия на митохондриалната мембрана.
Натрупаните в междумембранното пространство Н+ обаче се стремят да се върнат в матрикса. Това практически е невъзможно, поради непропускливостта на вътрешната митохондриална мембрана за тях. Единственият им път е през белтъчен комплекс – АТФ-синтетазен, наречен АТФ-синтетаза.
Наблюдаван под електронен микроскоп с едната си част той се вгражда в мембраната, а другата е гъбовидно образувание, насочено към матрикса.  АТФ – синтетазен  комплекс пренася  Н+ в матрикса. Това преминаване е свързано с отделяне на енергия, която „придвижва“ фосфорния остатък до АДФ (фосфорилиране).
Енергията за синтеза на АТФ е освободената енергия от процесите на биологичното окисление, която е трансформирана в макроергични връзки. Върналите се в матрикса Н+ се свързват с редуцирания кислород и образуват вода.
Окислителното фофорилиране е процес, който се извършва във вътрешната митохондриална мембрана, свързан е със синтеза на АТФ, за която се използва енергията  от окислителните реакции на дихателните вериги.
Аеробното разграждане на глюкозата доказва високата енергийна ефективност на аеробните процеси.